# Rad (Slowakije)

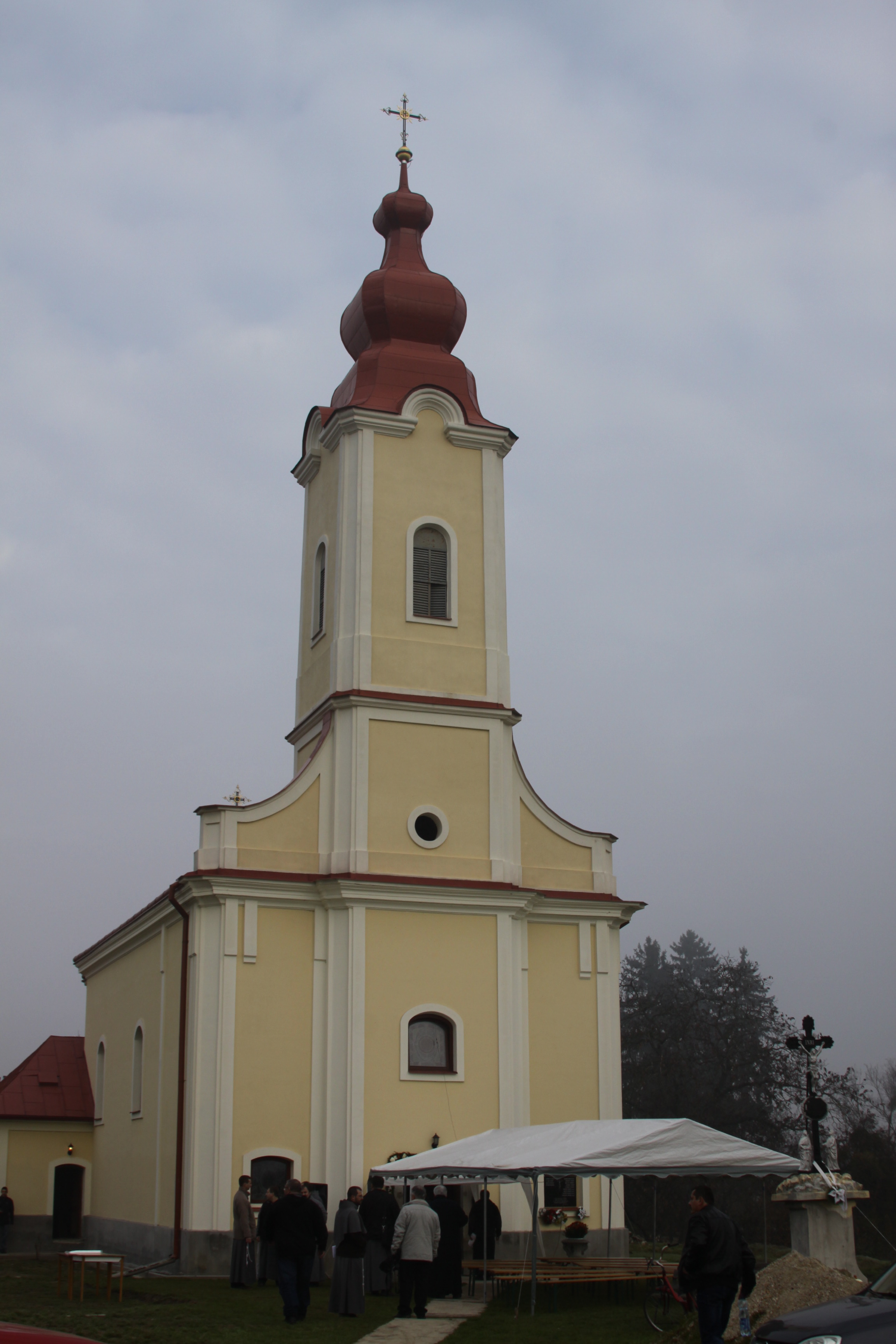
De kerk van Rad

Rad (Hongaars: Rad) is een Slowaakse gemeente in de regio Košice, en maakt deel uit van het district Trebišov.
Rad telt 556 inwoners.